# Ägarlägenhet
En ägarlägenhet (tidigare våningsegendom) är en lägenhet som ägs direkt. Ägarlägenheter skiljer sig på så sätt från bostadsförenings-, bostadsrätts- och bostadsaktiebolagslägenheter, där föreningen eller bolaget äger en fastighet och lägenhetsinnehavaren endast har en andel i samfälligheten.
Kopplat till ägarlägenheter finns en samfällighet eller en förening som ansvarar för de gemensamma utrymmena och andra gemensamma intressen, men den äger inte de enskilda bostäderna, ibland inte heller de gemensamma utrymmena. Föreningen kan genom sina stadgar begränsa till exempel rätten att hyra ut lägenheterna och kan vidta åtgärder mot lägenhetsägare som missköter sig. Dess befogenheter varierar enligt jurisdiktion och stadgar. I Danmark har föreningen exempelvis rätt att ta lån i de enskilda medlemmarnas namn. Beslutanderätten i samfälligheten utövas ofta av ägarna, men i vissa frågor kan de faktiskt boende (också hyresgäster) ha beslutanderätt.
I Sverige har ägarlägenheterna introducerats genom en ny form av direkt ägande av en del av en byggnad, vilket gjorts möjligt genom ny lagstiftning, som gäller från 1 maj 2009. Lägenheten definieras här som en fastighet i sig och innehavaren äger alltså dels sin lägenhet, dels en andel i den fastighet som innefattar tomten och de gemensamma utrymmena. Man räknade innan beslut att mellan 3 000 och 5 000 ägarlägenheter skulle byggas per år. I slutet av 2014 hade endast 955 ägarlägenheter byggts sammanlagt i hela landet. I slutet av 2024 hade sammanlagt cirka 3 400 ägarlägenheter byggts i landet.
De danska ägarlägenheterna kallas ejerlejlighed, de norska eierseksjon. I Finland finns inte ägarlägenheter av svenskt slag, utan dessa motsvarar närmast av bostadsaktiebolag (och samägda fastigheter, vilka är ovanliga).
Boendeformen ägarlägenheter är mycket vanlig utomlands.
En liknande form av privat bostadsägande med kollektiv ansvarighet för gemensamma faciliteter och ytor tillämpas världen över för andra former av boende, vilket i dag inkluderar bland annat villor, radhus och lägenheter. Systemet går ut på att någon köper en villa, ett radhus eller en lägenhet och samtidigt blir obligatorisk medlem i en förening, ofta kallad Homeowners Association. Föreningen står för underhåll av gemensamma strukturer och ytor utomhus såväl som i byggnader. Alla medlemmar betalar samma medlemsavgift som går till att täcka de gemensamma utgifterna. Styrelseformen för en Homeowners Association utgörs av en medlemsvald styrelse.

## Sverige

### Bakgrund
Under det tidiga 1900-talet upplevde Sverige både bostadsbrist och kapitalbrist. Regeringen och byggfirmorna hade då inte kapital nog att finansiera ett expanderat bostadsbyggande. Istället för att bygga finansieringskrävande hyresbostäder med långsam avkastning så föddes idén att bygga fastigheter som skulle finansieras av de boende. Bankerna drog sig emellertid för tanken att ge stora lån till allmänheten, speciellt till de mindre bemedlade som upplevde den svåraste delen av bostadsbristen. År 1930 infördes därför bostadsrättslagen som tillät finansiering av en lägenhetsbyggnad delvis genom försäljning av bostadsrätter till bostadsrättsinnehavare och delvis genom ett banklån till bostadsrättsföreningen.
Räntekostnader för föreningens lån och byggnadens underhållskostnader betalades av medlemmarna i form av månadsavgifter. Det nya bostadsrättssystemet fungerade väl; medlemmar som sålde sina bostadsrätter i andra hand fick i allmänhet tillbaka sina insatser.[källa behövs]
Mellan 1950 och 1970 gick Sverige snabbt mot bättre ekonomiska tider, men med fortsatt bostadsbrist, och andrahandsvärdet av bostadsrätter steg kraftigt. Detta trots att äldre hyresrättsfastigheter också i allt större utsträckning ombildades till bostadsrättsföreningar. Tack vare de stigande bostadspriserna kunde en bostadsrättsägare som varit med om ombildningen göra stor vinst vid försäljning av sin bostadsrätt utan några krav från bostadsrättsföreningen.
Bostadsrätten var före införandet av ägarlägenheter den enda upplåtelseform för lägenheter i svenska flerfamiljshus där innehavaren köper en andel och besitter en säljbar rättighet med ett aktningsvärt marknadsvärde. Ägarlägenheter är en i Sverige ny form av direkt ägande av en del av en byggnad, vilket gjorts möjligt genom ny lagstiftning, som gäller från 1 maj 2009. Det fanns 4 003 ägarlägenheter, enligt SCB:s statistik för 2023.
Traditionella fastigheter i Sverige har avgränsats enbart horisontellt. Genom ändringar i bland annat Jordabalken som infördes 2003 kan fastigheter avgränsas även vertikalt, genom tredimensionell fastighetsbildning. På så sätt skapades möjlighet att bilda tredimensionella fastigheter, till exempel tredimensionella ägarlägenheter. Motsvarande ändringar har också genomförts i fastighetsbildningslagen.

### Ägarlägenheter
Ägarlägenheter utformas så att de enskilda lägenheterna innehas med direkt äganderätt. Fastighetsbildning ska ske så att varje fastighet som nybildas eller ombildas blir varaktigt lämpad för sitt ändamål och ha anordningar för vatten och avlopp.
Med ägarlägenhet avses inte bara en rätt till en bostadslägenhet som sådan, utan också till de samlade rättigheter som har knutits till en fastighet av det nya slaget, till exempel rättigheter till byggnadens huvudledningar (till exempel vatten, avlopp, el, ventilation), trapphus och hiss. En förutsättning för att få bilda en ägarlägenhet är att den ska rymma en bostad. Detta medför att alltför små lägenheter inte får bildas.
Huskroppen ska ingå i en så kallad samfällighet som varje lägenhet har del i. Samfälligheten omfattar sådant som är gemensamt eller nödvändigt för själva huset, normalt till exempel hiss, trapphus, ventilation och bärande väggar. Man har inte som ägare av en lägenhet per automatik rätt att ändra på stommen, till exempel ta bort delar av bärande väggar för att få en öppnare planlösning eller slå ihop två lägenheter.
Ägarlägenheterna ska kunna fritt överlåtas eller hyras ut utan annans godkännande. I Danmark och Norge kan däremot denna rättighet begränsas genom stadgarna för samfälligheten.
Vid starten 2009 bildades få ägarlägenheter, 17 stycken. Bostadsrätter och hyresrätter kan inte omvandlas till ägarlägenheter. För byggbolag är det för närvarande mer tilltalande att marknadsföra nya byggnader i form av en bostadsrättsförening än att sälja lägenheterna individuellt som ägarlägenheter. Detta beror dels på att det är nytt och att andra inblandade är försiktiga, dels på att man, enligt arkitektkontoret White, kan ta något högre priser då köparna inte behöver ta lika mycket egna lån.

### Boendekostnader
Boendekostnaderna i bostadsrätter och ägarlägenheter består av lägenhetens del av kostnaderna för yttre drift och underhåll, lägenhetens del i kostnader för eventuella föreningslån, kostnader för egna lån samt skatter.
Ägaren av en ägarlägenhet betalar kommunal fastighetsavgift och/eller statlig fastighetsskatt på samma sätt som för ett småhus.
Bostadsrättsföreningar har i allmänhet banklån som bör beaktas vid jämförelsen av boendekostnaderna. Om priset på en ägarlägenhet och motsvarande bostadsrätt är lika och bostadsrättsföreningen har betydande lån blir boendekostnaden i ägarlägenheten sannolikt lägre. Kostnaderna påverkas dock av mer svårmätta faktorer, såsom samfällighetsföreningens och samfällighetens styrelsers kompetens och invånarnas preferenser. Att samfällighetsföreningen har möjlighet att ta lån för överraskande utgifter kan också ses som en trygghet, i synnerhet för dem som inte kan vara säkra på att vid behov få lån i eget namn.